# Authier
Authier es un municipio canadiense situado en la provincia de Quebec.

## Superficie
Authier tiene una superficie de 142,22 km².

## Demografía
En 2021, tenía 290 habitantes, una densidad poblacional de 2 hab./km², y 134 viviendas.